# بیل ادریش
بیل ادریش (انگلیسی: Bill Edrich; ۲۶ مارس ۱۹۱۶ – ۲۴ آوریل ۱۹۸۶) بازیکن کریکت، و بازیکن فوتبال اهل بریتانیا بود.
وی همچنین برندهٔ جوایزی همچون مدال صلیب پرواز ممتاز (بریتانیا) شده‌است.
از باشگاه‌هایی که در آن بازی کرده‌است می‌توان به باشگاه فوتبال تاتنهام هاتسپر اشاره کرد.